# Petr Podaný
Petr Podaný (* 20. ledna 1964 Gottwaldov) je bývalý český fotbalový útočník. Jeho synovcem je fotbalista FK Dukly Praha Jakub Podaný.

## Hráčská kariéra
Zlínský rodák a odchovanec hrál za muže v Gottwaldově od 18 let. Na vojně hrál druhou ligu za VTJ Tábor. Poté debutoval (v neděli 17. května 1987) v domácí nejvyšší soutěži v dresu Baníku Ostrava (prohra 0:1 v Plzni), ale během podzimu (k 1. říjnu 1987) přestoupil do druholigových Slušovic, kde hrál až do podzimu 1989. Na jaře 1990 se stal hráčem Sparty Praha a v roce 1991 nastupoval za prvoligový SKP Union Cheb. Od jara 1992 hrál ve Viktorii Žižkov opět druhou ligu, po jejím postupu do I. ligy přestoupil do Slovácké Slavie Uherské Hradiště. Během podzimu 1994 (27. listopadu) hostoval na jedno utkání ve Viktorii Plzeň a jeho prvoligová kariéra se uzavřela 19. listopadu 1995 v Opavě v dresu Slovácké Slavie Uherské Hradiště (prohra 0:2). Celkem odehrál 61 prvoligové utkání a vstřelil 9 branek, ve druhé lize dal více než 35 gólů a v MSFL docílil 32 branky.

### Úspěchy
Se Spartou získal dvakrát (1989/90 a 1990/91) mistrovský titul. V sezoně 1993/94 se stal s 29 brankami nejlepším střelcem MSFL a tento jeho počin je dosud rekordem soutěže (platné ke konci sezony 2016/17).

### Evropské poháry
Ve středu 19. září 1990 zasáhl jako střídající hráč (vystřídal Pavla Černého) na 10 minut do pražského utkání Sparty se Spartakem Moskva (prohra 0:2) v rámci Poháru mistrů evropských zemí (předchůdce Ligy mistrů).

### Ligová bilance
| Ročník                     | Zápasy | Góly | Minuty | Klub                                       |
| -------------------------- | ------ | ---- | ------ | ------------------------------------------ |
| II. liga 1982/83           | 25     | 2    | –      | TJ Gottwaldov                              |
| II. liga 1983/84           | 22     | 1    | –      | TJ Gottwaldov                              |
| II. liga 1984/85           | 21     | 3    | –      | VTJ Tábor                                  |
| II. liga 1985/86           | 20     | 2    | –      | VTJ Tábor                                  |
| I. liga 1986/87            | 4      | 0    | –      | TJ Baník OKD Ostrava                       |
| II. liga 1987/88           | 14     | 0    | –      | TJ JZD AK Slušovice                        |
| II. liga 1988/89           | 29     | 8    | –      | TJ JZD AK Slušovice                        |
| II. liga 1989/90           | –      | –    | –      | TJ JZD AK Slušovice                        |
| I. liga 1989/90            | 11     | 3    | –      | TJ Sparta ČKD Praha                        |
| I. liga 1990/91            | 12     | 0    | –      | TJ Sparta Praha                            |
| I. liga 1990/91            | 14     | 2    | –      | SKP Union Cheb                             |
| I. liga 1991/92            | 13     | 4    | –      | SKP Union Cheb                             |
| ČFL 1991/92                | –      | –    | –      | FK Viktoria Žižkov                         |
| II. liga 1992/93           | –      | –    | –      | FK Viktoria Žižkov                         |
| MSFL 1993/94               | –      | 29   | –      | SK Slovácká Slavia Uherské Hradiště        |
| II. liga 1994/95           | 31     | 19   | –      | FC T.I.C. Slovácká Slavia Uherské Hradiště |
| I. liga 1994/95            | 1      | 0    | 88     | FC Viktoria Plzeň                          |
| I. liga 1995/96            | 6      | 0    | 251    | FC JOKO Slovácká Slavia Uherské Hradiště   |
| MSFL 1995/96               | –      | 3    | –      | ČSK Uherský Brod                           |
| CELKEM I. LIGA ČSSR / ČSFR | 54     | 9    | –      |                                            |
| CELKEM I. LIGA ČR          | 7      | 0    | 339    |                                            |
| CELKEM II. LIGA            | –      | –    | –      |                                            |
| CELKEM III. LIGA – MSFL    | –      | 32   | –      |                                            |

### Nižší soutěže
V nižších soutěžích hrál divizi – sk. D za TJ Sokol Mysločovice (podzim 1997), Středomoravský župní přebor za TJ Spartak Hluk (jaro 1998) a krajské soutěže hrál i za FC RAK Provodov (1998–2004). Od 9. září 2004 je hráčem SK Louky v rámci soutěží Zlínského okresu.